# Carlos Vilarete
Carlos Vilarete (Santa Marta, Magdalena, Colombia; 6 de julio de 1977) es un exfutbolista colombiano. Jugaba de delantero.

## Clubes
| Club              | País      | Año         |
| ----------------- | --------- | ----------- |
| Junior            | Colombia  | 1995 - 1999 |
| Atlético Nacional | Colombia  | 1999        |
| Real Cartagena    | Colombia  | 2000        |
| Once Caldas       | Colombia  | 2000        |
| Nacional Táchira  | Venezuela | 2001        |
| Junior            | Colombia  | 2001        |
| Unión Magdalena   | Colombia  | 2002 - 2003 |
| Santa Fe          | Colombia  | 2003-2004   |
| Unión Magdalena   | Colombia  | 2005        |
| Italmaracaibo     | Venezuela | 2005        |
| Macará            | Ecuador   | 2006        |
| Cienciano         | Perú      | 2006        |
| Boyacá Chicó      | Colombia  | 2007        |
| Atlético Huila    | Colombia  | 2007        |
| Deportivo Pereira | Colombia  | 2008        |
| Unión Magdalena   | Colombia  | 2009        |
| San Francisco FC  | Panamá    | 2009 - 2010 |
| Fortaleza F.C.    | Colombia  | 2011        |

## Palmarés

### Campeonatos nacionales
| Título                | Club              | País     | Año  |
| --------------------- | ----------------- | -------- | ---- |
| Campeonato Colombiano | Atlético Nacional | Colombia | 1999 |